# Parallelbericht
Mit dem Begriff Parallelbericht (umgangssprachlich auch: Schattenbericht) wird ein Bericht einer oder mehrerer Nichtregierungsorganisationen beispielsweise über den Prozess der Umsetzung einer UN-Konvention an ein entsprechendes UN-Komitee bezeichnet, welches diesen Prozess überwacht. Schattenberichte gibt es auch in anderen Kontexten, so der Schattenbereich Berliner Zustände, der seit 2006 jährlich von den zivilgesellschaftlichen Organisationen Antifaschistisches Pressearchiv und Bildungszentrum und  der Mobilen Beratung gegen Rechtsextremismus Berlin erstellt wird.

## UN-Ebene
Schattenberichte werden parallel zu den von den Vertragsstaaten zu erstellenden Berichten erstellt und fließen mit diesen zusammen in die durch das UN-Komitee erfolgende Bewertung über den Fortgang der Umsetzung der jeweiligen Konvention ein. Ein Schattenbericht kann sich auf den gesamten Regierungsbericht beziehen. Er kann sich aber ebenso mit Teilaspekten des Regierungsberichtes beschäftigen oder das aufzeigen, was ein Regierungsbericht nicht berichtet.

## Beispiele
- netz-gegen-rassismus.de (PDF-Datei; 1,13 MB): ENAR - European Network Against Racism; iMiR – Institut für Migrations- und Rassismusforschung Hamburg: ENAR SCHATTENBERICHT 2009/2010 - Rassismus und Diskriminierung in Deutschland (1. Dezember 2012)
- ecpat.at (PDF-Datei; 1,63 MB): Arbeitsgemeinschaft zum Schutz der Rechte der Kinder vor Sexueller Ausbeutung (ECPAT) Österreich, Mai 2008: Schattenbericht zur nationalen Implementierung des Fakultativprotokolls zum Übereinkommen über die Rechte des Kindes betreffend den Verkauf von Kindern, die Kinderprostitution und die Kinderpornographie (23. Januar 2011)
- intersex.schattenbericht.org (PDF-Datei; 824 kB): Lucie G.Veith, Sarah Luzia Hassel-Reusing, Claudia J. Kreuzer, 2. Juli 2008: Schattenbericht zum 6. Staatenbericht der Bundesrepublik Deutschland zum UN-Konvention zur Beseitigung jeder Form von Diskriminierung der Frau (CEDAW) (23. Januar 2011)
- institut-fuer-menschenrechte.de (PDF-Datei; 76 kB): Frauensicherheitsrat (FSR), Deutschland, Oktober 2004: Schattenbericht zum Bericht der Bundesregierung Deutschlands über die Umsetzung der UN-Resolution 1325 (1. Dezember 2012)